# Eva Fiebig
Eva Fiebig (21 de mayo de 1900 - 21 de octubre de 1984) fue una actriz teatral, cinematográfica, televisiva y de voz de nacionalidad alemana.

## Biografía
Nacida en Berlín, Alemania, Fiebig hizo su debut en escena en 1919 en el Teatro de Cámara de Múnich. En los años 1920 fue actriz teatral en la ciudad de Nueva York, trabajando en obras como Fédora (de Victorien Sardou, Frazee Theatre en 1924) y Deseo bajo los olmos (de Eugene O’Neill). A su regreso a Berlín actuó en el Deutsches Theater de dicha ciudad. Posteriormente actuó en Breslavia, en el Wiener Kammerspiele (en 1926 fue Simone Verduret en Die Mädchen auf dem Diwan, de André Birabeau y Lucien Monseigneur; en 1926 encarnó a Desiree en Krankheit der Jugend bajo dirección de Franz Wenzler; en 1927 participó en los espectáculos Venus im Völkerbund, Nr. 17 y Alles verkehrt! acompañando a Peter Lorre), en el Theater Dortmund, y en el Nationaltheater de Mannheim (1929–1931). En este último teatro fue contratada para interpretar papeles de damas de salón. En la temporada 1930/31 fue Adelheid von Walldorf en Götz von Berlichingen, acompañada de Willy Birgel como Weislingen). Otros compromisos llegaron con el Theater Bremen (temporada 1933/34) y el Hamburger Kammerspiele. En 1960, bajo la dirección de Ida Ehre, interpretó el papel principal de Antígona, de Jean Anouilh, en una producción del Teatro en Kurfürstendamm. Fiebig fue, a partir de los años 1950, directora del taller de teatro de la Hamburger Kammerspiele. Entre sus estudiantes figuraron las actrices Margot Trooger, Monica Bleibtreu, Gisela Wessel y Renate Pichler. 
Fiebig participó en numerosas producciones televisivas. En una adaptación para la pequeña pantalla del drama Rose Bernd (1962), hizo el papel de la vieja señora Golisch. En el telefilm Radetzkymarsch (1965) fue Fräulein Hirschwitz, y en Hänsel und Gretel (1971) asumió el papel de la bruja.
Fiebig trabajó también intensamente como actriz teatral; en particular, actuó en numerosos cuentos de hadas, que fueron grabados para sellos discográficos como Polydor Records y Europa. Fue, entre otros personajes, la reina en Blancanieves (Polygram/Polydor 1956), la bruja en Rapunzel (Norddeutscher Rundfunk 1959), la madrastra en La Cenicienta (Polygram/Polydor 1959), la madrastra en Hermano y hermana (Polygram/Polydor 1959), la bruja en Hansel y Gretel (Polygram/Polydor 1959), la mujer en El pescador y su esposa (Polygram/Polydor 1959), la anciana en Die zertanzten Schuhe (Polygram/Polydor 1959), así como la hilandera en La bella durmiente y la mujer de Mus en El sastrecillo valiente (ambas grabaciones para el sello Europa).
En 1958 trabajó para Norddeutschen Rundfunk en el programa radiofónico Verwehte Spuren, según texto de Hans Rothe, encarnando a Madame Boulard.
Fiebig fue también actriz de doblaje. En los años 1950 dobló a numerosos personajes de películas británicas rodadas esa década y la anterior. Entre las actrices a las que prestó voz figuran Marie Burke (en The Constant Husband , 1955), Athene Seyler (en Campbell's Kingdom, 1957) y Wendy Hiller (en A Man for All Seasons, 1967).
Eva Fiebig falleció en Hamburgo, Alemania, en 1984. Era madre del compositor cinematográfico Peter Sandloff y hermana mayor del músico y compositor Kurt Fiebig.

## Filmografía (selección)
- 1952 : Toxi
- 1953 : Komm zurück…
- 1953 : Im Banne der Guarneri (TV)
- 1954 : Eine Liebesgeschichte
- 1956 : Der Hauptmann von Köpenick
- 1957 : Mr. Gillie (TV)
- 1962 : Verrat auf Befehl
- 1962 : Rose Bernd (TV)
- 1964 : Hafenpolizei (serie TV), episodio Der Feuerteufel
- 1965 : Radetzkymarsch (TV)
- 1966 : Hafenpolizei (serie TV), episodio Die neue Spur
- 1968 : Gertrud Stranitzki (serie TV), episodio Die Rivalin
- 1968 : Polizeifunk ruft (serie TV), episodio Die große Chance
- 1969 : Ende der Durchsage (TV)
- 1971 : Hänsel und Gretel
- 1971 : Percy Stuart (serie TV), episodio Der Bohrer
- 1973 : Der Lord von Barmbeck
- 1978 : Moritz, lieber Moritz
- 1981 : Spaß beiseite – Herbert kommt (miniserie)

## Radio
- 1969 : Norbert Buqué: Vier schwarze Seelen, dirección de Günter Siebert (Radio Bremen)